# ابزار بومیان

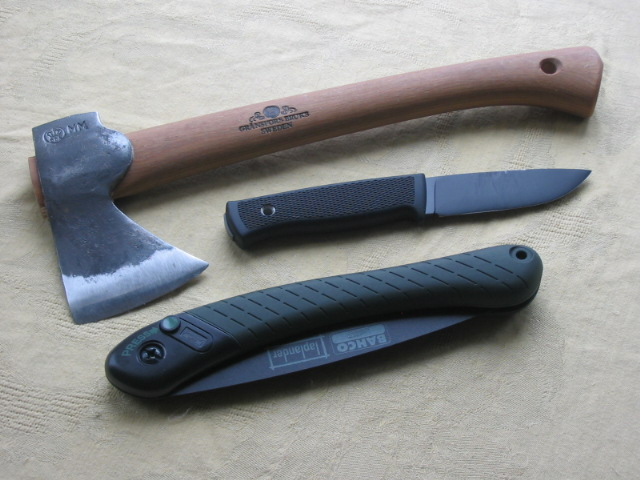
تیشه، چاقو، و گاهی اره ابزار اصلی صنایع دستی بومیان هستند.

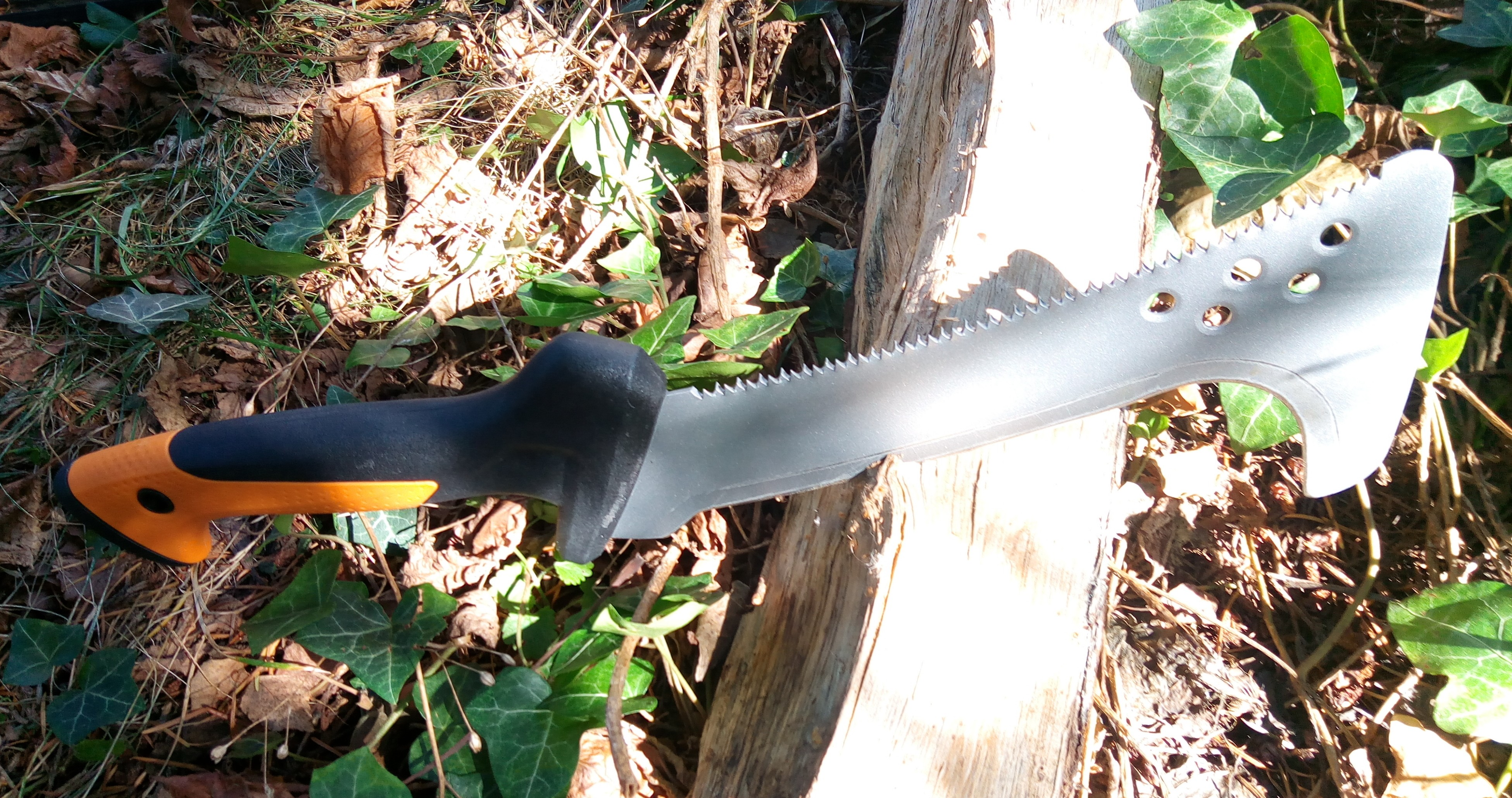
یک قلاب (ابزار رایج در اروپا) با تیغه اره که به عنوان ابزار بومیان در فرانسه استفاده می‌شود.

ابزار بومیان (به انگلیسی: Bushcraft) کاربرد و تمرین مهارت‌ها است که در نتیجه کسب و توسعه دانش و درک به منظور بقا و شکوفایی در یک محیط طبیعی است.
مهارت‌های ابزار بومیان نیازهای اولیه فیزیولوژیکی زندگی انسان را فراهم می‌کند: غذا (از طریق غذایابی، ردیابی، شکار، به دام انداختن، ماهیگیری)، تأمین آب و خالص‌سازی آب، ساختن سرپناه و وسایل آتش‌زا. اینها ممکن است با تخصص در ساخت ریسمان، گره و شلاق، کنده‌کاری روی چوب، اردوگاه، پزشکی/بهداشت، ناوبری طبیعی، و ساخت ابزار و سلاح تکمیل شوند.

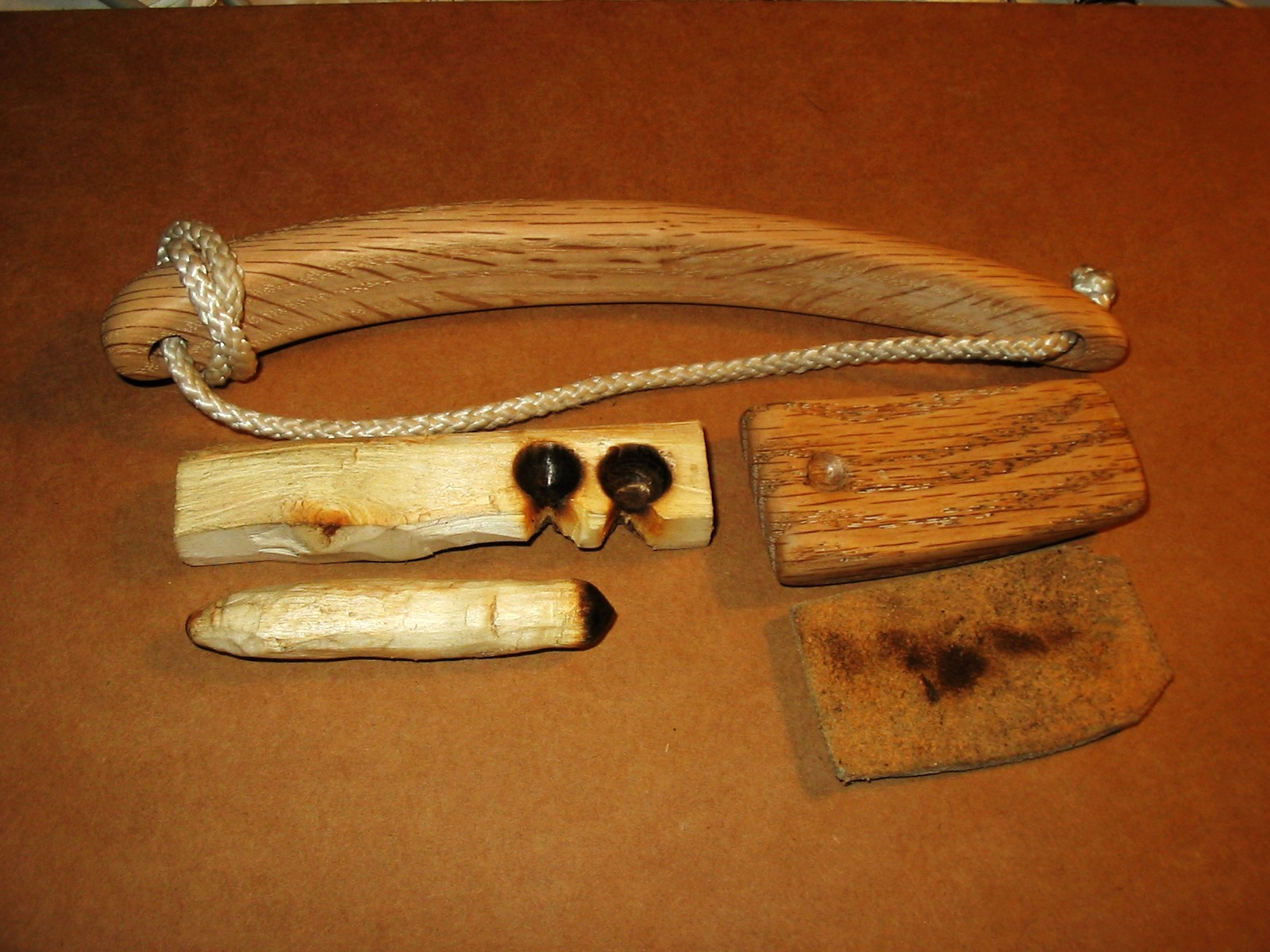
کیت مته مینیاتوری